# Фонтанель (Айова)
Фонтанель (англ. Fontanelle) — місто (англ. city) в США, в окрузі Адер штату Айова. Населення — 676 осіб (2020).

## Географія
Фонтанель розташований за координатами 41°17′24″ пн. ш. 94°33′36″ зх. д. / 41.29000° пн. ш. 94.56000° зх. д. (41.290006, -94.560049).  За даними Бюро перепису населення США в 2010 році місто мало площу 2,48 км², уся площа — суходіл.

## Демографія
Згідно з переписом 2010 року, у місті мешкали 672 особи в 304 домогосподарствах у складі 164 родин. Густота населення становила 271 особа/км².  Було 336 помешкань (136/км²).
Расовий склад населення:
| - 99,7 % — білих |

До двох чи більше рас належало 0,1 %. Частка іспаномовних становила 0,6 % від усіх жителів.
За віковим діапазоном населення розподілялося таким чином: 22,2 % — особи молодші 18 років, 51,5 % — особи у віці 18—64 років, 26,3 % — особи у віці 65 років та старші. Медіана віку мешканця становила 48,2 року. На 100 осіб жіночої статі у місті припадало 90,9 чоловіків;  на 100 жінок у віці від 18 років та старших — 87,5 чоловіків також старших 18 років.
Середній дохід на одне домашнє господарство  становив 47 196 доларів США (медіана — 38 958), а середній дохід на одну сім'ю — 57 769 доларів (медіана — 50 455). Медіана доходів становила 40 156 доларів для чоловіків та 29 861 долар для жінок. За межею бідності перебувало 12,6 % осіб, у тому числі 24,8 % дітей у віці до 18 років та 7,5 % осіб у віці 65 років та старших.
Цивільне працевлаштоване населення становило 313 особи. Основні галузі зайнятості: освіта, охорона здоров'я та соціальна допомога — 23,6 %, будівництво — 15,3 %, роздрібна торгівля — 12,1 %, виробництво — 12,1 %.